# Stictotarsus spenceri
Stictotarsus spenceri is een keversoort uit de familie waterroofkevers (Dytiscidae). De wetenschappelijke naam van de soort is voor het eerst geldig gepubliceerd in 1945 door Leech.